# Amy Károlyi
Dans le nom hongrois Károlyi Amy, le nom de famille précède le prénom, mais cet article utilise l’ordre habituel en français Amy Károlyi, où le prénom précède le nom.
Amália Mária Franciska Károlyi, dite Amy Károlyi, née le 24 juillet 1909 à Budapest (royaume de Hongrie) et morte le 29 mai 2003 dans la même ville, est une écrivaine et traductrice hongroise.

## Biographie

### Famille
Amy Károlyi était l’épouse de l’écrivain Sándor Weöres.

## Honneur
L'astéroïde (576793) Károlyiamy est nommé en son honneur.

## Distinctions
- Prix Attila-József (1981)
- Prix János-Arany (1996)